# تپه فیروزآباد ۴۳ - k
تپه فیروز آباد ۴۳ - k مربوط به دوران پیش از تاریخ ایران باستان تا دوران‌های تاریخی پس از اسلام است و در شهرستان کنگاور، روستای فیروز آباد واقع شده و این اثر در تاریخ ۱۰ دی ۱۳۸۱ با شمارهٔ ثبت ۶۶۴۴ به‌عنوان یکی از آثار ملی ایران به ثبت رسیده است.